# Rennes (Métro Paris)

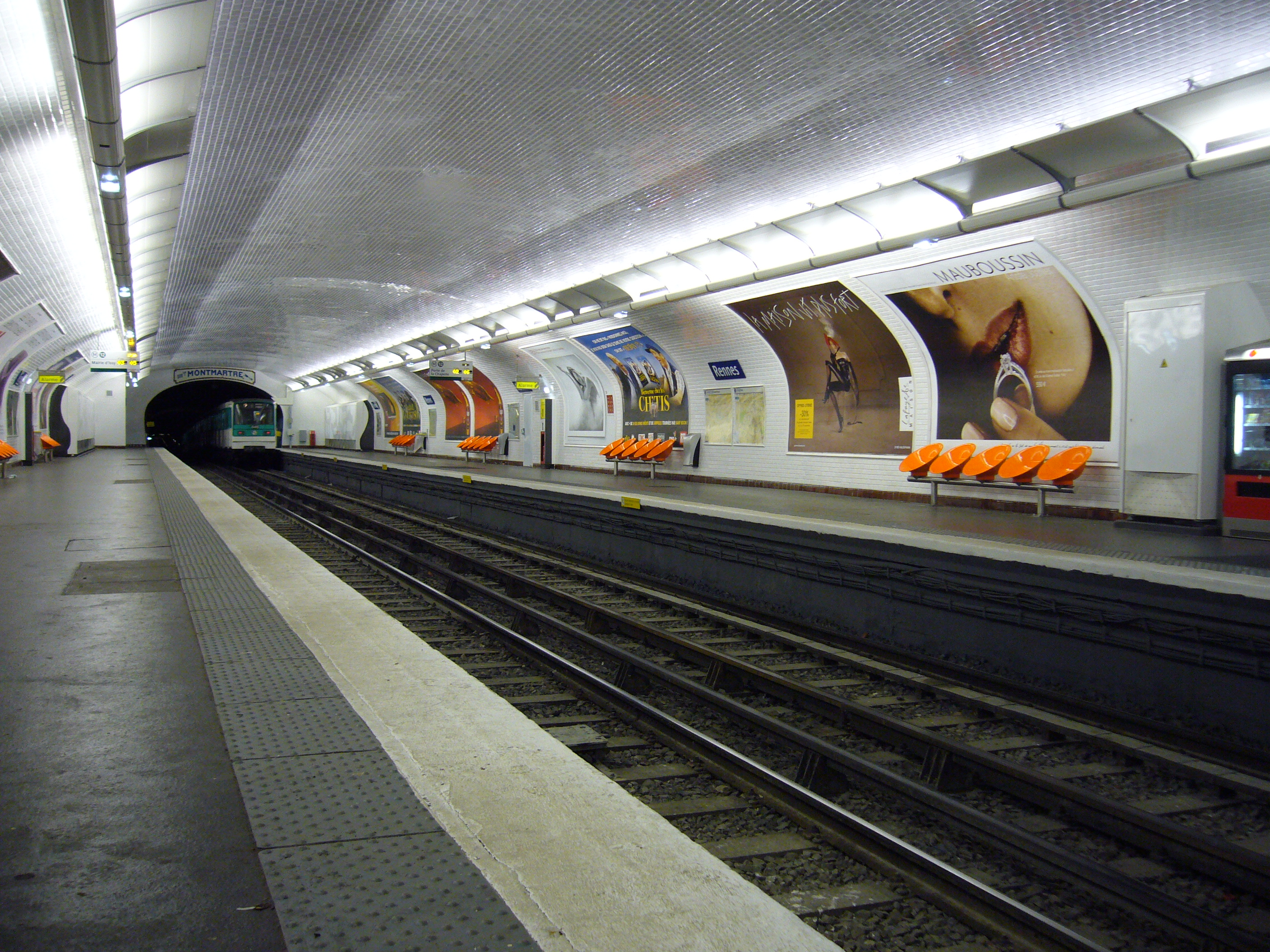
Station Rennes mit nach Norden ausfahrendem Zug der Baureihe MF 67

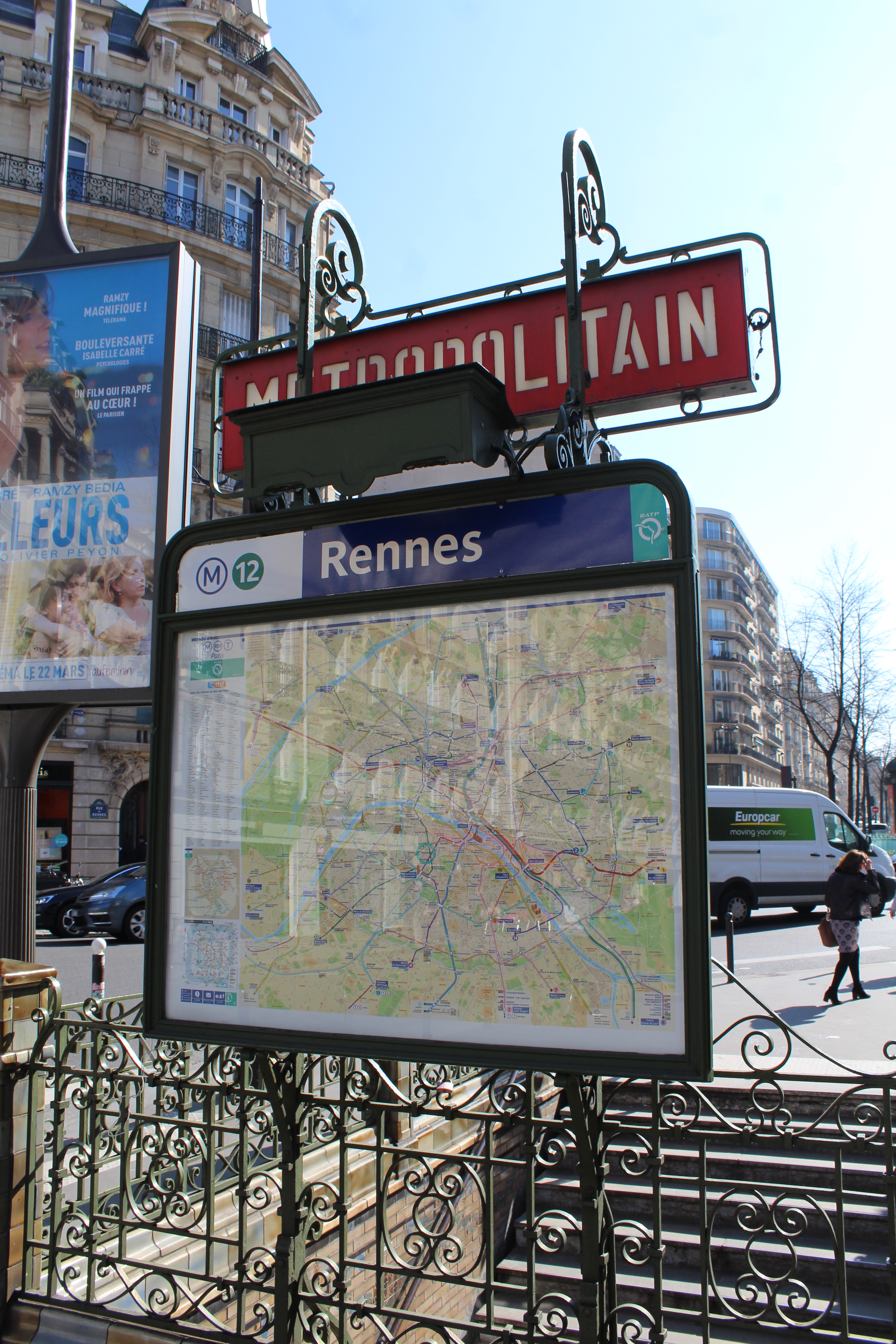
Zugang im Mittelstreifen des Boulevard Raspail

Rennes [ʁɛn] ist eine unterirdische Station der Linie 12 der Pariser Métro.

## Lage
Der U-Bahnhof befindet sich im Quartier Notre-Dame-des-Champs des 6. Arrondissements von Paris. Er liegt längs unter dem Boulevard Raspail zwischen der Rue du Cherche-Midi und der Rue de Rennes.

## Name
Die Station ist nach der Rue de Rennes benannt. Rennes liegt im Nordwesten Frankreichs an der Mündung des Flusses Ille in die Vilaine. Die ca. 213.000 Einwohner zählende Stadt ist die Hauptstadt der Region Bretagne und der Sitz der Präfektur des Départements Ille-et-Vilaine.

## Geschichte
Die Station wurde am 5. November 1910 eröffnet, als die Société du chemin de fer électrique souterrain Nord-Sud de Paris (Nord-Sud) den ersten Abschnitt ihrer Linie A von Porte de Versailles bis Notre-Dame-de-Lorette in Betrieb nahm. Am 27. März 1931 wurde die Linie A in Linie 12 umbenannt, nachdem die Nord-Sud im Vorjahr in der bislang konkurrierenden Compagnie du chemin de fer métropolitain de Paris (CMP) aufgegangen war.
Im Zuge der Mobilmachung zu Beginn des Zweiten Weltkriegs wurde die Station geschlossen. Sie gehörte zu den neun U-Bahnhöfen, die nach dem Kriegsende nicht wieder in Betrieb gingen. Erst am 23. Juni 1968 wurde sie wiedereröffnet, wurde aber an Sonn- und Feiertagen sowie nach 20 Uhr weiterhin nicht bedient. Am 6. September 2004 wurden auf Verlangen der Anwohner die üblichen Öffnungszeiten der Métrostationen auch dort wieder eingeführt.

## Beschreibung
Unter einem elliptischen, weiß gefliesten Gewölbe liegen zwei Seitenbahnsteige an zwei Streckengleisen. Anders als bei den von der CMP errichteten Stationen folgen die Seitenwände nicht der Krümmung der Ellipse, sondern verlaufen im unteren Bereich senkrecht. Wegen der ursprünglich auf den Strecken der Nord-Sud vorhandenen Oberleitung ist die Station geringfügig höher als die unter ähnlichen Gewölben liegenden CMP-Stationen. Sie weist die ursprüngliche Pariser Standardlänge von 75 m, ausreichend für Fünf-Wagen-Züge, auf.
Die U-Bahnhöfe der Nord-Sud wurden aufwendiger als die Stationen der CMP gestaltet, die Station Rennes präsentiert sich mittlerweile aber deutlich schlichter. Typisch für die Nord-Sud sind die verbliebenen Richtungshinweise MONTMARTRE bzw. MONTPARNASSE über dem jeweiligen Tunnelmund. Der einzige Zugang liegt im Mittelstreifen des Boulevard Raspail an dessen Kreuzung mit der Rue de Rennes. Er entspricht weitgehend dem Original, der Schriftzug NORD-SUD wurde Anfang der 1930er Jahre durch METROPOLITAIN ersetzt.
Obwohl die Linie 12 unmittelbar südlich der Station Rennes die Métrolinie 4 der ehemaligen CMP kreuzt, wurde an der Stelle keine direkte Umsteigemöglichkeit zu deren nahem U-Bahnhof Saint-Placide geschaffen.

## Fahrzeuge
Auf der Linie 12 verkehrten zunächst Züge der Nord-Sud-Bauart Sprague-Thomson, die sich in mehreren Punkten von den Sprague-Thomson-Fahrzeugen der CMP unterschieden. Auffallendes Merkmal war die Stromversorgung des führenden Triebwagens mittels eines Pantographen. Nach der Übernahme der Nord-Sud durch die CMP wurde diese Betriebsform in den 1930er Jahren aufgegeben. In den 1970er Jahren schieden die Nord-Sud-Züge zugunsten der Sprague-Thomson-Regelbauart aus, 1977 kamen dann moderne Züge der Baureihe MF 67 auf die Strecke.